# Walter Laqueur
Walter Louis Laqueur (ur. 26 maja 1921 we Wrocławiu, wówczas niemieckim Breslau, zm. 30 września 2018 w Waszyngtonie) – amerykański historyk i publicysta żydowskiego pochodzenia.

## Życiorys
W 1938 r. wyemigrował do Palestyny. Później mieszkał w Londynie i Waszyngtonie. Przez 25 lat kierował Institute of Contemporary History and Wiener Library, jedną z najpoważniejszych na świecie placówek naukowych zajmujących się badaniami nad faszyzmem. Był przewodniczącym International Research Council w waszyngtońskim Center of Strategic and International Studies.
Krytykował m.in. Europę za walkę o krótszy tydzień pracy, obniżenie wieku emerytalnego, wzrost wydatków na opiekę społeczną, spadek dzietności, wzrost przestępczości, napływ ludności z innych kontynentów, uzależnienie od dostaw paliw z Rosji.

## Publikacje

### W języku polskim
- Historia Europy 1945–1992 (1993)
- Faszyzm: wczoraj, dziś, jutro (1998)
- Ostatnie dni Europy. Epitafium dla Starego Kontynentu; (The Last Days of Europe), Wyd. Dolnośląskie (2008), ISBN 978-83-245-8611-0